# Shangyu
Shangyu léase Sháng-Yi (en chino simplificado, 上虞区; pinyin, Shàngyú) es un distrito urbano bajo la administración directa de la ciudad-prefectura de Shaoxing. Se ubica en la provincia de Zhejiang, este de la República Popular China. Su área es de 1405 km² y su población total para 2010 fue cerca a los 800 mil habitantes.

## Administración
El distrito de Shangyu se divide en 21 pueblos que se administran en 8 subdistritos, 10 poblados  y 3 villas.